# 十方山
十方山（じっぽうざん）は、広島県廿日市市と同山県郡安芸太田町の市町境より少し廿日市市側に入ったところに山頂がある、標高1318.9mの山である。広島県内では恐羅漢山、吉和冠山に続く、第3位の標高を誇っている。その名の通り十方全てが見渡せ、天気が良ければ、瀬戸内海や四国の石鎚連山、日本海が望める。

## 解説
恐羅漢山や冠山、寂地山等とともに西中国山地を構成しているこの山では森林限界が標高1,200m付近に存在している。それより高い頂上付近では高い樹木は見られず、チマキザサとガンコウランなどの高山植物の生い茂る草原となる。山頂からは広島湾をはじめとする瀬戸内海の多島美や、日本海を眺めることができて、そのすばらしい風景は登山者に登頂した充実感を与えるという。十方山の西に広がる細見谷渓谷では、ブナの原始林が存在し、またミズナラ、ミズメなどの新緑、紅葉が清流とあいまった渓谷美を楽しむことができる。山の西尾根と共に一部を近畿中国森林管理局が十方山風景林として管理している。一方東麓には瀬戸の滝という二段滝（総延長63m）が存在している

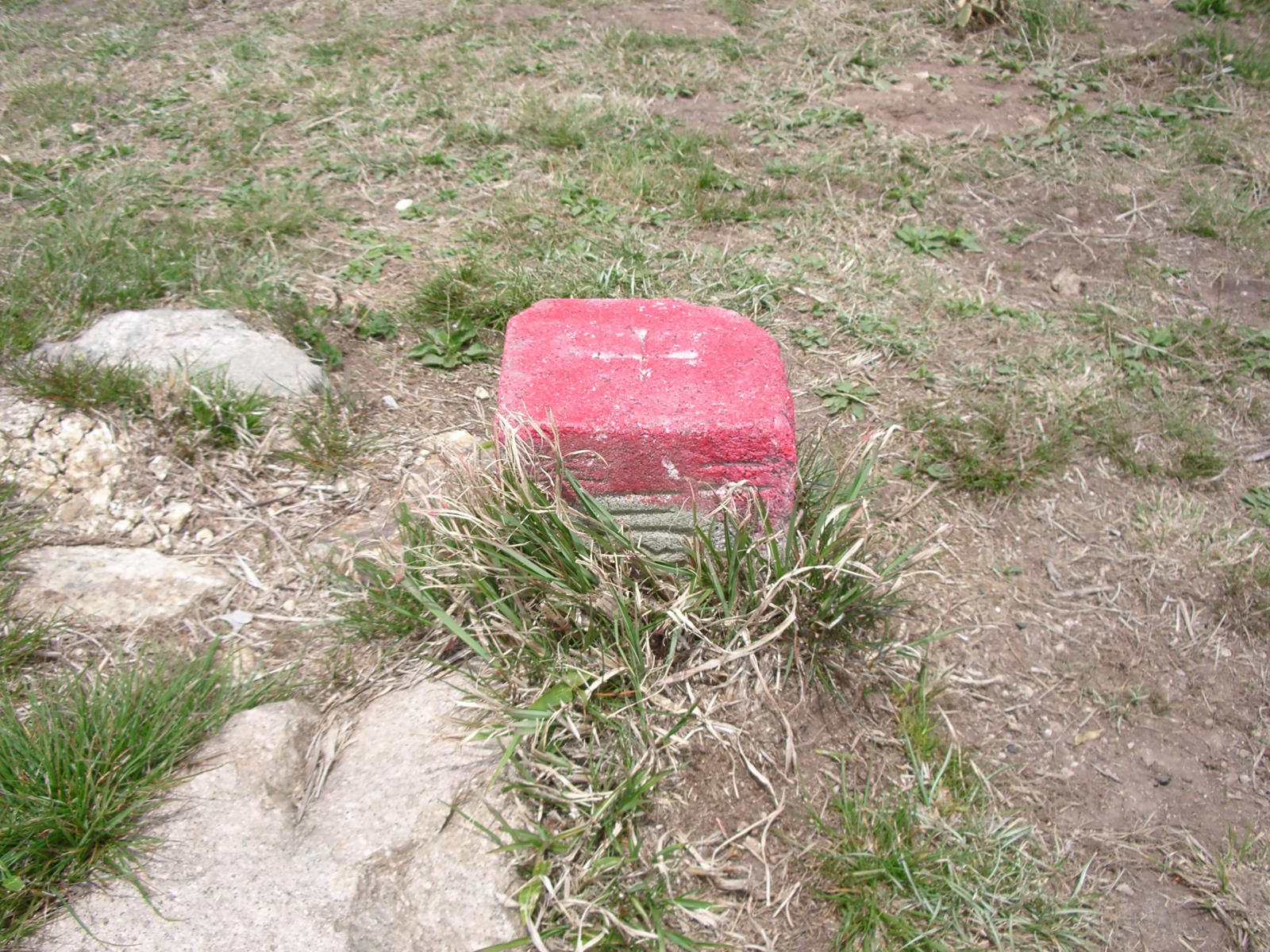
山頂の二等三角点

。

## 細見谷渓谷
細見谷渓谷（ほそみだにけいこく）は、十方山麓に位置する渓谷である。八百八谷と呼ばれるほどの多くの渓谷からなっており、その渓流の美しさや、ブナの原生林として著名な渓畔林の存在で知られている。最上流部の一部は近畿中国森林管理局が十方山風景林として管理している。アマゴなどの渓流釣りでも人気がある。

## 脚註
1. 1 2  よしわナビ　十方山登山
2. 1 2  知る見どころ紹介 十方山（よしわナビ）
3. 1 2 3 4  知る見どころ紹介 細見谷渓谷（よしわナビ）
4. 1 2 3 4  十方山風景林　（近畿中国森林管理局）
5. ↑  広島県吉和　瀬戸の滝